# Petr Bartoš

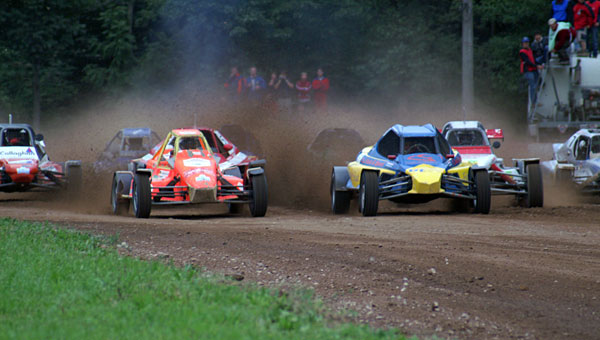
Italské mistrovství Evropy, Maggiora, zde v roce 2005.

Petr Bartoš (* 28. března 1971 Kralupy nad Vltavou) je český autokrosový závodník.

## Životopis
Začal soutěžit v roce 1990 na bugině ve Velkém Meziříčí, poté v roce 1992 přešel na Ford Fiesta „Cup“, od té doby po zbytek kariéry jezdí s vozy značky Ford.
Období od roku 2005 do roku 2007 bylo jeho nejplodnějším, což se projevilo třemi dvojitými národními a kontinentálními tituly (jako jediný Čech dokázal úspěšně obhájit evropský titul). Jeho oblíbený okruh je v Nové Pace.

## Ocenění
- Čtyřnásobný mistr Evropy D3, v letech 2000, 2005, 2006 a 2007;
- Devítinásobný mistr České republiky D3, v letech 2000, 2002,[2] poté od roku 2005 do roku 2011 bez přerušení;
  - vicemistr Evropy D3, v roce 2001;
  - čtyřikrát třetí na evropském šampionátu D3 v letech 2002 a 2008 až 2010.